# Виктор Онопко
Виктор Савељевич Онопко (рус. Виктор Савельевич Онопко; Луганск, 14. октобар 1969) је бивши руски фудбалер који је играо у одбрани. Одиграо је највише утакмица за репрезентацију Русије. 
Играо је за Шактар из Доњецка, Спартак из Москве, Реал Овиедо, Рајо Ваљекано, Аланију из Владикавказа и ФК Сатурн. 
Мада је могао да игра за Украјину, Онопко је изабрао репрезентацију Русије и за њу одиграо 109 утакмица. Држао је рекорд за највише одиграних утакмица за репрезентацију Русије до 2015. године, када га је престигао Сергеј Игнашевич.